# 台湾独活
台湾独活（学名：Angelica dahurica var. formosana）为伞形科当归属祁白芷的变种。分布在中国大陆的浙江等地，目前尚未由人工引种栽培。

## 别名
野当归（台湾植物志）、大本山芹菜（台湾植物名汇）